# Jacqueline Hansen
Jacqueline »Jacki« Hansen, ameriška atletinja, * 20. november 1948, ZDA.
Ni nastopila na poletnih olimpijskih igrah. Leta 1973 je osvojila Bostonski maraton in leta 1975 Honolulski maraton. Dvakrat je postavila svetovni rekord v maratonu, ki ga je držala med letoma 1974 in 1977 s polletno prekinitvijo leta 1975.
| Rekordi                         | Rekordi                                                          | Rekordi                     |
| ------------------------------- | ---------------------------------------------------------------- | --------------------------- |
| Predhodnik: Chantal Langlacé    | Svetovna rekorderka v maratonu 1. december 1974 – 21. april 1975 | Naslednik: Liane Winter     |
| Predhodnik: Christa Vahlensieck | Svetovna rekorderka v maratonu 12. oktober 1975 – 1. maj 1977    | Naslednik: Chantal Langlacé |